# Movistar Team 2017
Questa voce raccoglie le informazioni riguardanti la squadra ciclistica Movistar Team nelle competizioni ufficiali della stagione 2017.

## Organico

### Staff tecnico
|  | Naz.              | Ruolo  | Sportivo            |  |  |  |
|  | ----------------- | ------ | ------------------- |  |  |  |
|  | Spagna (bandiera) | GM, DS | Eusebio Unzué       |  |  |  |
|  | Spagna (bandiera) | DS     | José Luis Arrieta   |  |  |  |
|  | Spagna (bandiera) | DS     | Alfonso Galilea     |  |  |  |
|  | Spagna (bandiera) | DS     | José Vicente García |  |  |  |
|  | Spagna (bandiera) | DS     | José Luis Jaimerena |  |  |  |
|  | Spagna (bandiera) | DS     | José Luis Laguía    |  |  |  |
|  | Spagna (bandiera) | DS     | Pablo Lastras       |  |  |  |

### Rosa
|  | Naz.                   |  | Sportivo                | Anno |  |  |
|  | ---------------------- |  | ----------------------- | ---- |  |  |
|  | Costa Rica (bandiera)  |  | Andrey Amador           | 1986 |  |  |
|  | Colombia (bandiera)    |  | Winner Anacona          | 1988 |  |  |
|  | Spagna (bandiera)      |  | Jorge Arcas             | 1992 |  |  |
|  | Spagna (bandiera)      |  | Carlos Barbero          | 1991 |  |  |
|  | Italia (bandiera)      |  | Daniele Bennati         | 1980 |  |  |
|  | Colombia (bandiera)    |  | Carlos Alberto Betancur | 1989 |  |  |
|  | Portogallo (bandiera)  |  | Nuno Bico               | 1994 |  |  |
|  | Ecuador (bandiera)     |  | Richard Carapaz         | 1993 |  |  |
|  | Spagna (bandiera)      |  | Héctor Carretero        | 1995 |  |  |
|  | Spagna (bandiera)      |  | Jonathan Castroviejo    | 1987 |  |  |
|  | Spagna (bandiera)      |  | Víctor de la Parte      | 1986 |  |  |
|  | Regno Unito (bandiera) |  | Alex Dowsett            | 1988 |  |  |
|  | Spagna (bandiera)      |  | Imanol Erviti           | 1983 |  |  |
|  | Spagna (bandiera)      |  | Rubén Fernández         | 1991 |  |  |
|  | Spagna (bandiera)      |  | Jesús Herrada           | 1990 |  |  |
|  | Spagna (bandiera)      |  | José Herrada            | 1985 |  |  |
|  | Spagna (bandiera)      |  | Gorka Izagirre          | 1987 |  |  |
|  | Italia (bandiera)      |  | Adriano Malori          | 1988 |  |  |
|  | Spagna (bandiera)      |  | Daniel Moreno           | 1981 |  |  |
|  | Portogallo (bandiera)  |  | Nélson Oliveira         | 1989 |  |  |
|  | Spagna (bandiera)      |  | Antonio Pedrero         | 1991 |  |  |
|  | Colombia (bandiera)    |  | Dayer Quintana          | 1992 |  |  |
|  | Colombia (bandiera)    |  | Nairo Quintana          | 1990 |  |  |
|  | Spagna (bandiera)      |  | José Joaquín Rojas      | 1985 |  |  |
|  | Spagna (bandiera)      |  | Marc Soler              | 1993 |  |  |
|  | Australia (bandiera)   |  | Rory Sutherland         | 1982 |  |  |
|  | Germania (bandiera)    |  | Jasha Sütterlin         | 1992 |  |  |
|  | Spagna (bandiera)      |  | Alejandro Valverde      | 1980 |  |  |

## Palmarès

### Corse a tappe
World Tour
- Tirreno-Adriatico

4ª tappa (Nairo Quintana)
Classifica generale (Nairo Quintana)
- Volta Ciclista a Catalunya

3ª tappa (Alejandro Valverde)
5ª tappa (Alejandro Valverde)
7ª tappa (Alejandro Valverde)
Classifica generale (Alejandro Valverde)
- Vuelta al País Vasco

5ª tappa (Alejandro Valverde)
Classifica generale (Alejandro Valverde)
- Giro d'Italia

8ª tappa (Gorka Izagirre)
9ª tappa (Nairo Quintana)
Continental
- Volta a la Comunitat Valenciana

4ª tappa (Nairo Quintana)
Classifica generale (Nairo Quintana)
- Vuelta a Murcia

Classifica generale (Alejandro Valverde)
- Vuelta a Andalucía

1ª tappa (Alejandro Valverde)
Classifica generale (Alejandro Valverde)
- Volta ao Algarve

3ª tappa (Jonathan Castroviejo)
- Volta ao Alentejo

Classifica generale (Carlos Barbero)
- Circuit de la Sarthe

2ª tappa - 2ª semitappa (Alex Dowsett)
- Vuelta a Asturias

2ª tappa (Nairo Quintana)
- Vuelta a la Comunidad de Madrid

2ª tappa (Carlos Barbero)
3ª tappa (Jasha Sütterlin)
- Vuelta a Castilla y León

3ª tappa (Carlos Barbero)
- Hammer Series

1ª tappa
- Vuelta a Burgos

4ª tappa (Carlos Barbero)

### Corse in linea
World Tour
- Freccia Vallone (Alejandro Valverde)
- Liegi-Bastogne-Liegi (Alejandro Valverde)

Continental
- Vuelta a La Rioja (Rory Sutherland)
- Klasika Primavera (Gorka Izagirre)
- Circuito de Getxo (Carlos Barbero)

### Campionati nazionali
- Campionati spagnoli

In linea (Jesús Herrada)
Cronometro (Jonathan Castroviejo)

## Classifiche UCI

### Calendario mondiale UCI
Individuale
Piazzamenti dei corridori del Movistar Team nella classifica individuale dell'UCI World Tour 2017.
| Pos. | Ciclista                | Punti |
| ---- | ----------------------- | ----- |
| 7    | Alejandro Valverde      | 2 105 |
| 13   | Nairo Quintana          | 1 811 |
| 62   | Jesús Herrada           | 668   |
| 81   | Gorka Izagirre          | 500   |
| 84   | Marc Soler              | 462   |
| 94   | José Joaquín Rojas      | 393   |
| 123  | Jonathan Castroviejo    | 229   |
| 140  | Daniel Moreno           | 170   |
| 142  | Jasha Sütterlin         | 163   |
| 168  | Andrey Amador           | 121   |
| 177  | Víctor de la Parte      | 106   |
| 182  | Daniele Bennati         | 101   |
| 185  | Carlos Alberto Betancur | 100   |
| 231  | Rubén Fernández         | 66    |
| 235  | Winner Anacona          | 63    |
| 239  | Nélson Oliveira         | 61    |
| 251  | José Herrada            | 54    |
| 255  | Carlos Barbero          | 52    |
| 273  | Richard Carapaz         | 43    |
| 295  | Alex Dowsett            | 35    |
| 297  | Imanol Erviti           | 34    |
| 320  | Dayer Quintana          | 24    |
| 358  | Antonio Pedrero         | 15    |
| 370  | Rory Sutherland         | 12    |
| 388  | Héctor Carretero        | 8     |
| 421  | Jorge Arcas             | 3     |

Squadra
La squadra Movistar Team ha chiuso in sesta posizione con 7 399 punti.